# 田村新蔵 (初代)
田村 新蔵（たむら しんぞう、1858年7月6日〈安政5年5月26日〉 - 没年不明）は、日本の商人（東屋、石油水油、洋紙、砂糖、麦粉商）、篤農家、埼玉県の大地主、埼玉県多額納税者、資産家、政治家、実業家。粕壁銀行、明治貯蓄銀行各頭取。東武商事、杉戸銀行各取締役。族籍は埼玉県平民。

## 人物
埼玉県・田村小左衛門の長男。1884年、家督を相続し、前名・源太郎を改めた。農業並びに水油、洋紙、砂糖、小麦粉販売業を営んだ。また町会議員、町立尋常高等小学校学務委員等の公職にも就いた。1936年、退隠。四男・章四郎が家督を相続し、襲名した。1937年、その名を田村孝徳と変更する。
貴族院多額納税者議員選挙の互選資格を有した。県下屈指の資産家だった。赤十字社正社員である。趣味は書画、俳諧。宗教は浄土宗。住所は埼玉県南埼玉郡粕壁町。

## 家族・親族

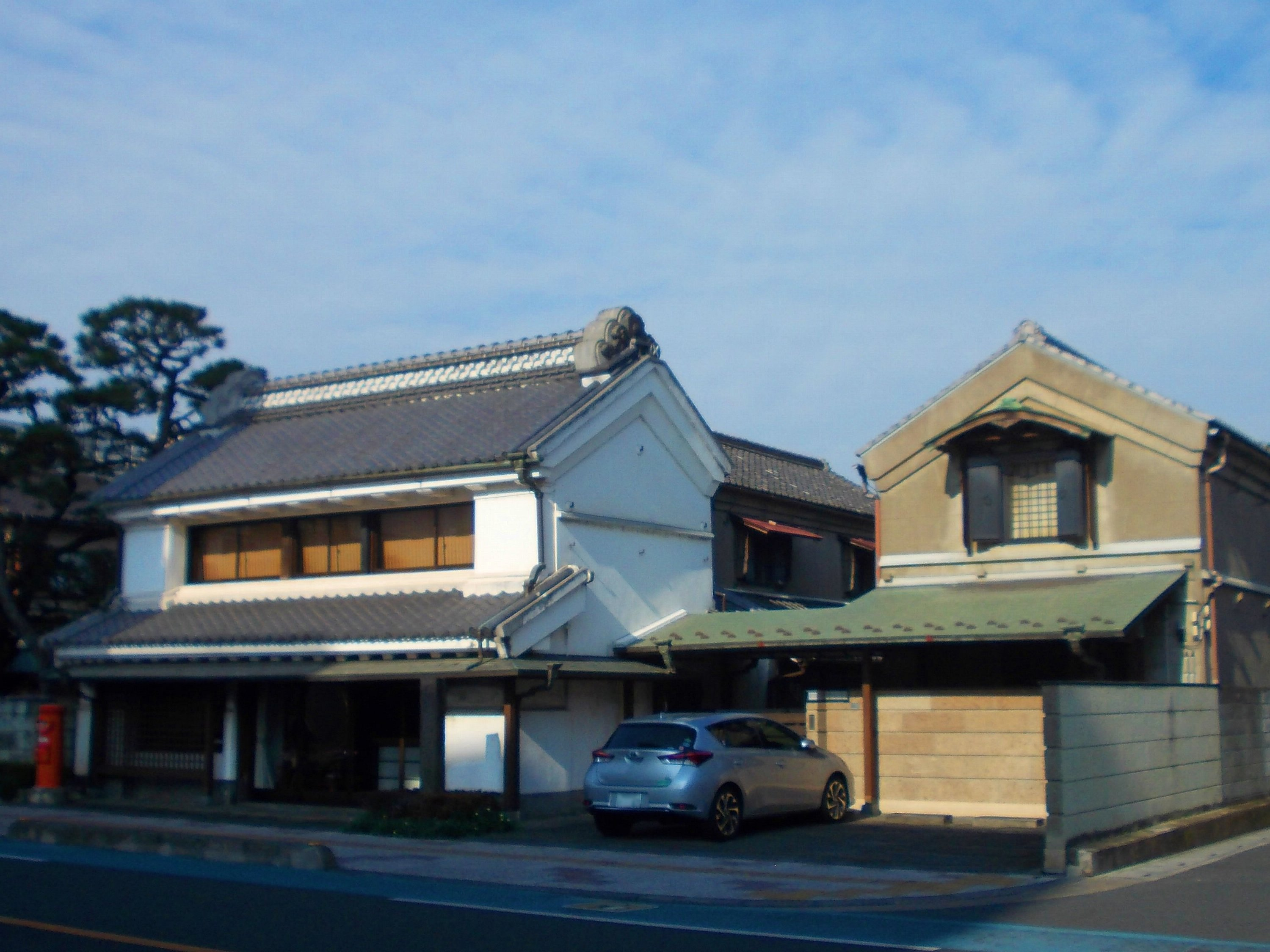
田村家
- 父・小左衛門[6][7]
- 母・とく（1839年 - ?）[4]
- 妻・とよ（1861年 - ?、埼玉、奈良吉十郎の孫[5]、奈良次郎兵衛の長女[4]）
- 弟・寅次郎（1873年 - ?）[6][7]
  - 同妻・れん（1878年 - ?、埼玉、折原昌之助の長女）[6][7]
- 妹・ふく（1864年 - ?、埼玉、柿沼佐七[6]、あるいは柿沼嘉七の三男・義三郎の妻[7]）
- 長男・祐太郎[4]
- 三男・竹三郎（1890年 - ?）[7]
- 四男・新蔵（1892年 - ?、前名・章四郎[4][7]、埼玉県多額納税者、東武商事代表取締役、農業並びに洋紙、砂糖、小麦粉販売業）
  - 同妻・シケ（1898年 - ?、栃木、上野松次郎の長女）[4][7]
- 五男・恒蔵（1894年 - ?）[7]
- 長女・くに（1887年 - ?）[6]
- 二女・よし（1888年 - ?、栃木、吉澤兵左の妻）[4][6]
- 三女・ちか（1891年 - ?、東京、西岡幾次郎の二男・孝司の妻）[6][7]
- 四女・げん（1896年 - ?、埼玉、瀬田文次郎の長男・醻一の妻）[7]
- 五女・さだ子（1900年 - ?、栃木、上野松次郎の三男・三郎の妻）[7]
- 孫[4]

親戚
- 五代上野松次郎（衆議院議員、上野松次郎商店代表取締役）
- 瀬田文次郎（質業）
- 瀬田醻一（東京市会議員、板橋区会議員、東京府多額納税者、地家主）
- 西岡幾次郎（紅谷、菓子商）[16]